# 品川阿鳞虫
品川阿鳞虫（学名：Arctonoella sinagawaensis）为多鳞虫科阿鳞虫属的动物。分布于日本，包括黄海、南海等海域。